# Funambulus
Écureuils palmistes
Ne doit pas être confondu avec Epixerus ebii.
Genre
Funambulus (les écureuils palmistes) est un genre de rongeurs, de la famille des Sciuridés.

## Liste des espèces
Selon ITIS (2 juin 2016) :
- Funambulus layardi (Blyth, 1849)
- Funambulus palmarum (Linnaeus, 1766)
- Funambulus pennantii Wroughton, 1905
- Funambulus sublineatus (Waterhouse, 1838)
- Funambulus tristriatus (Waterhouse, 1837)

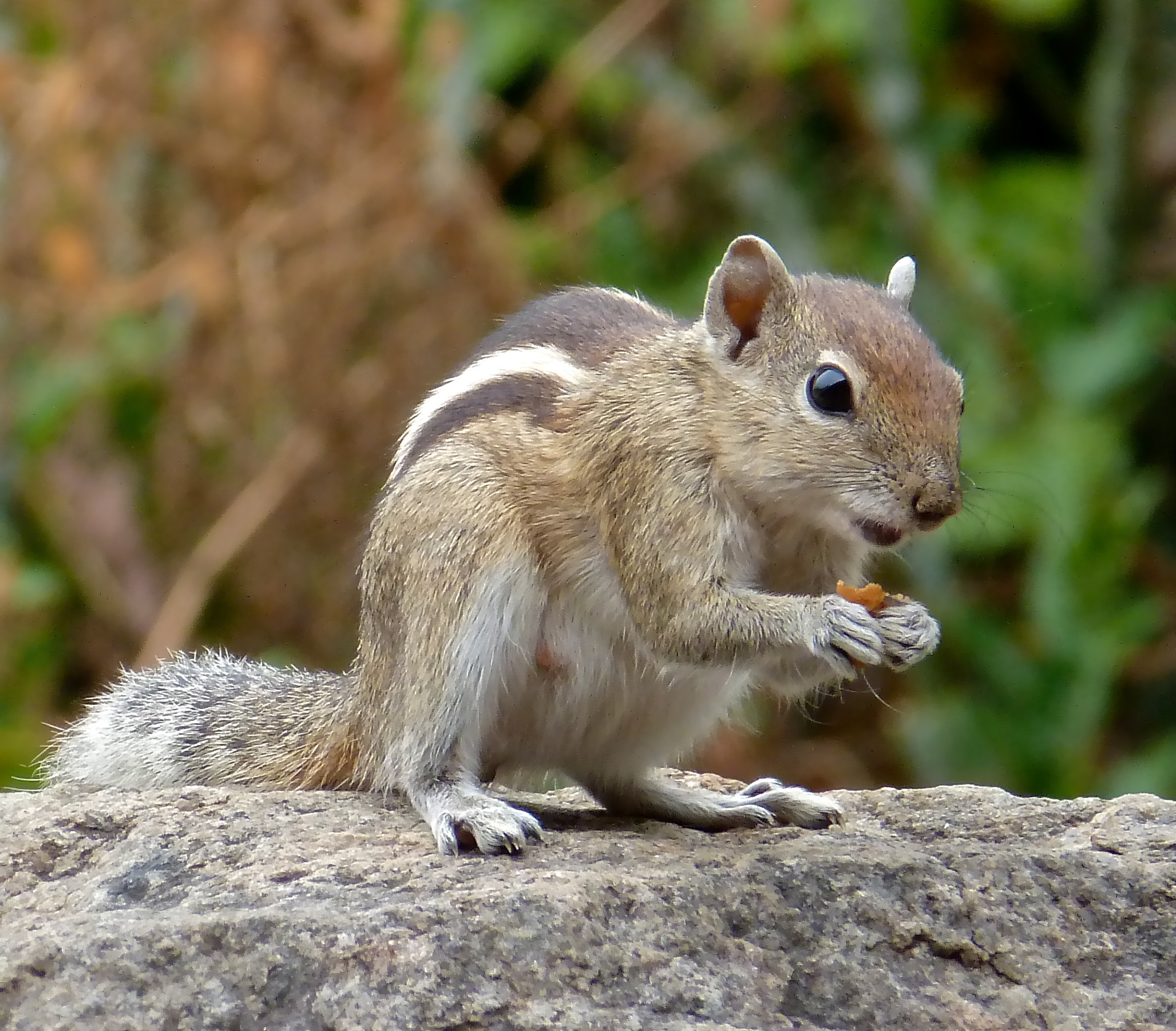
Funambulus palmarum
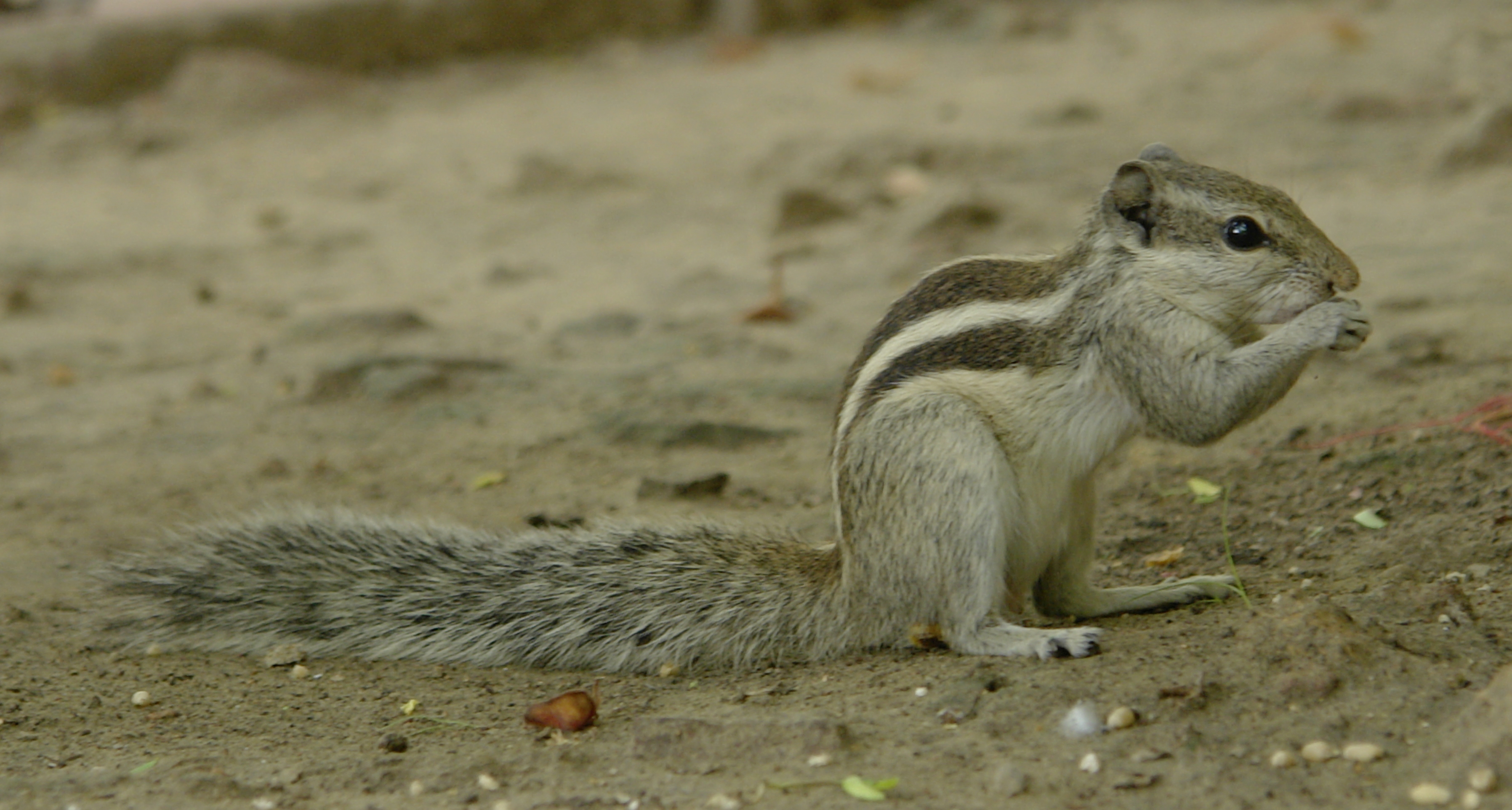
Funambulus pennantii
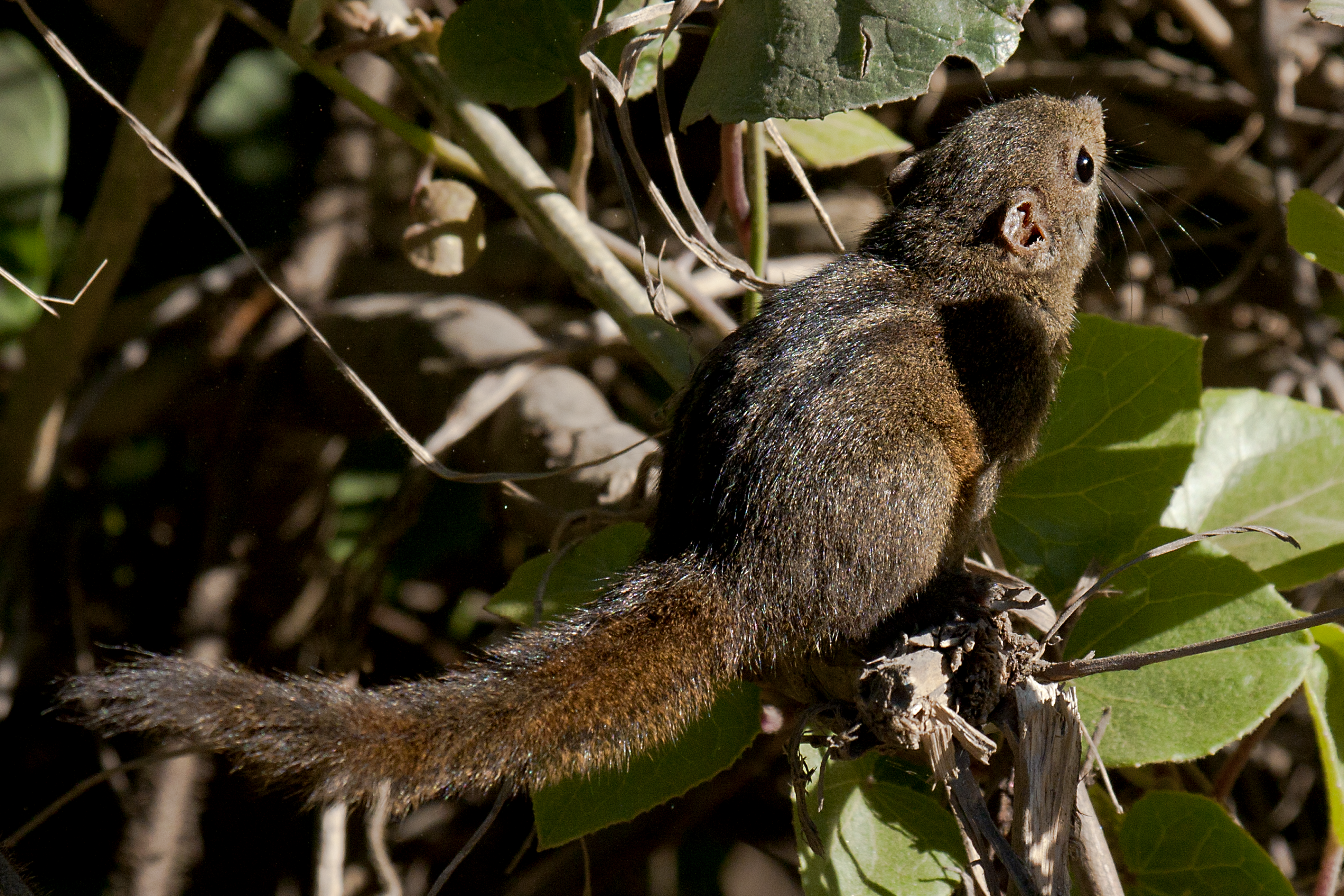
Funambulus sublineatus

## Confusions

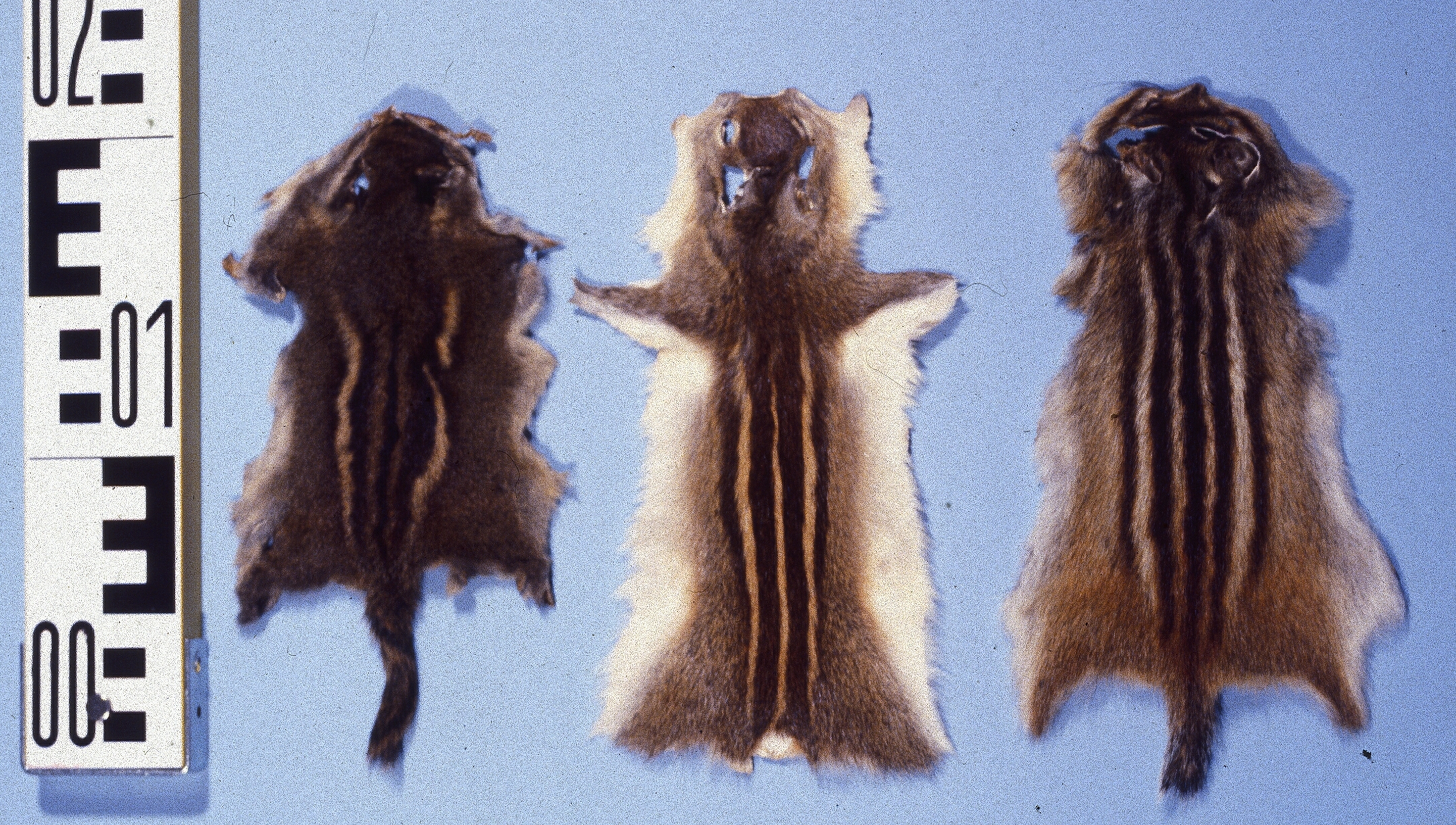
Comparaison d'une espèce du genre Funambulus, Funambulus palmarum(au centre), avec deux Tamias, T. Striatus (à gauche) et T. sibiricus (à droite).

Ils ont un aspect très proche des Tamias avec lesquels on doit prendre garde de ne pas les confondre, et portent le même nom en français qu'un autre écureuil, palmiste aussi : Epixerus ebii.